# Frédéric-Guillaume de Brandebourg
Cet article concerne le ministre-président de Prusse en 1848. Pour Grand électeur, voir Frédéric-Guillaume Ier de Brandebourg.
Frédéric-Guillaume comte de Brandebourg (Friedrich Wilhelm Graf von Brandenburg en allemand) (né le 24 janvier 1792 à Berlin et mort le 6 novembre 1850 dans la même ville) est un ministre-président prussien et fils du roi de Prusse.

## Famille
Frédéric-Guillaume est le fils du roi Frédéric-Guillaume II de Prusse issu de son mariage morganatique avec la comtesse Sophie von Dönhoff. Comme sa sœur Julie de Brandebourg, la future duchesse d'Anhalt-Köthen, il est élevé au rang de comte « de Brandebourg » (« von Brandenburg ») le 6 juillet 1795.
Il se marie le 24 mai 1818 à Potsdam à Mathilde Aurora von Massenbach (née le 24 octobre 1795 et décédée le 5 mars 1885).
Ensemble, ils ont 8 enfants, dont Frédéric et Guillaume, nés tous deux en 1819, qui deviennent généraux dans l'armée prussienne.

## Biographie

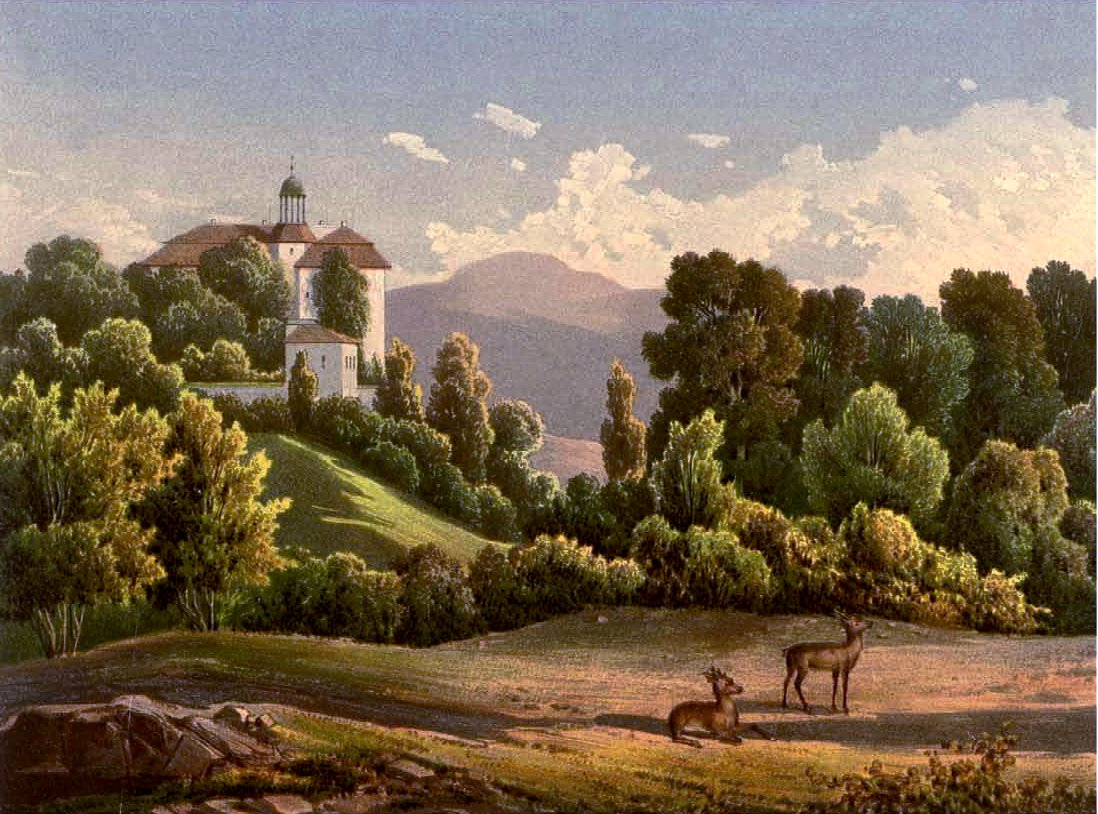
Château de Domanze aux environs de 1860, collection Alexander Duncker

En 1807, il entre dans le régiment des Gardes du Corps de l'armée prussienne. En 1812, il devient Rittmeister du commandement du général York lors de la campagne contre la Russie.
En 1839, Frédéric-Guillaume devient commandant général du 6e corps d'armée puis en 1848 général de cavalerie.
Il occupe le château de Domanze en province de Silésie, dans l'arrondissement de Schweidnitz, qu'il racheta à la famille von Tschirschky en 1832.
Après la démission du ministre-président Ernst von Pfuel lors de la révolution de mars 1848 et 1849, il prend à son tour la direction du gouvernement prussien.
Son cabinet est dénommé « cabinet Brandebourg-Manteuffel ».
Le choix de Frédéric-Guillaume montre clairement le virage réactionnaire qu'est en train de prendre le roi de Prusse, se positionnant notamment contre le parlement de Francfort.
L'assemblée nationale prussienne, est elle dissoute en deux étapes par le roi avec le soutien du ministre-président. Elle est déménagée dans un premier temps à Brandebourg-sur-la-Havel avant d'être complètement dissoute.
Le 5 décembre 1848, une constitution est mise en place par le roi sans accord du parlement, on parle de « constitution octroyée ».
Le 16 février 1850, Frédéric-Guillaume est fait citoyen d'honneur de Berlin.
En octobre 1850, il est envoyé à Varsovie, afin de sonder la position russe dans le conflit austro-prussien. Il soutient dans un premier temps la politique d'Union de la Prusse dirigée contre l'Autriche.
Mais il finit par privilégier le compromis et l'équilibre entre les deux puissances. Il veut en effet éviter une guerre et vote en conséquence contre la mobilisation de l'armée prussienne proposée par Joseph von Radowitz le 1er et 2 novembre 1850.
Le lendemain, il tombe brutalement malade et décède le 6 du même mois. Le 8, il est enterré dans la cathédrale de Berlin.

## Distinctions
- 1812 : Pour le Mérite
- 1813 : Croix de fer de 2de classe
- 1813 : Croix de fer de 1re classe.
- 1813 : Ordre impérial et militaire de Saint-Georges de 4e classe
- 1813 : Ordre de Sainte-Anne de 2de classe avec brillant
- 1826 : Ordre de l'Aigle rouge de 2de classe avec feuille de chêne
- 1831 : Croix de service
- 1832 : Étoile au l'aigle rouge de 2de classe
- 1836 : Aigle rouge de 1re classe avec feuille de chêne
- 1840 : Ordre du Faucon blanc, grande croix
- 1846 : Ordre de la Couronne de chêne, grande croix
- 1849 : Ordre de l'Aigle noir

## Source
- (de) Cet article est partiellement ou en totalité issu de l’article de Wikipédia en allemand intitulé « Friedrich Wilhelm Graf von Brandenburg » (voir la liste des auteurs).